# ولیمیر والنتا
ولیمیر والنتا (انگلیسی: Velimir Valenta؛ ۲۱ آوریل ۱۹۲۹ – ۲۷ نوامبر ۲۰۰۴) قایقران روئینگ اهل یوگسلاوی بود.
وی در مسابقات کشوری و بین‌المللی در مجموع برندهٔ ۱ مدال طلا شده‌است.